# Boy van Poppel
Boy van Poppel (ur. 18 stycznia 1988 w Utrechcie) – holenderski kolarz szosowy i przełajowy.
Kolarstwo uprawiali również jego: rodzice (Jean-Paul van Poppel i Leontine van der Lienden), brat (Danny) oraz kuzyn (Bram Welten).

## Osiągnięcia

### Kolarstwo szosowe
Opracowano na podstawie:

2006
- 1. miejsce na 4. etapie Driedaagse van Axel
- 2. miejsce w mistrzostwach Holandii juniorów (start wspólny)
- 2. miejsce w Ronde van Vlaanderen juniorów

2008
- 1. miejsce na 5. etapie Tour of Missouri
- 2. miejsce w mistrzostwach Holandii (jazda drużynowa na czas)

2009
- 1. miejsce na 3. etapie Tour de Normandie
- 1. miejsce w prologu Olympia’s Tour
- 3. miejsce w mistrzostwach Holandii U23 (start wspólny)
- 2. miejsce w Schaal Sels

2010
- 1. miejsce na 4. etapie Kreiz Breizh Elites

2012
- 3. miejsce w Nokere Koerse
- 1. miejsce w klasyfikacji punktowej Tour of Britain

2017
- 1. miejsce na 2. etapie Hammer Limburg (drużynowo)

2019
- 3. miejsce w Grand Prix de Fourmies

### Kolarstwo przełajowe
Opracowano na podstawie:
2006
- 3. miejsce w klasyfikacji generalnej Pucharu Świata juniorów
- 1. miejsce w mistrzostwach świata juniorów

## Rankingi

### Kolarstwo szosowe
| Rok              | 2007  | 2008  | 2009 | 2010 | 2011 | 2012 | 2013 | 2014 | 2015 | 2016  | 2017 | 2018 | 2019 | 2020  | 2021 | 2022  | 2023 |
| ---------------- | ----- | ----- | ---- | ---- | ---- | ---- | ---- | ---- | ---- | ----- | ---- | ---- | ---- | ----- | ---- | ----- | ---- |
| UCI World Tour   |       |       |      |      |      |      | 114. | 225. | -    | 230.  | 311. | 373. |      |       |      |       |      |
| World Ranking    |       |       |      |      |      |      |      |      |      | 2026. | 660. | 555. | 214. | 1728. | 343. | 1684. | 701. |
| UCI Europe Tour  | 1187. | 1076. | 179. | 224. | 468. | 72.  |      |      |      | 1406. | 502. | 371. | 179. | 1278. | 290. | 1107. | -    |
| UCI Asia Tour    | -     | -     | -    | -    | -    | -    |      |      |      | -     | -    | 544. |      |       |      |       |      |
| UCI America Tour | -     | 168.  | -    | -    | -    | -    |      |      |      | -     | -    | -    |      |       |      |       |      |
|                  |       |       |      |      |      |      |      |      |      |       |      |      |      |       |      |       |      |
| Źródło: UCI      |       |       |      |      |      |      |      |      |      |       |      |      |      |       |      |       |      |